# Kakegoe
KakegoeVoz de crédito (掛け声) são gritos e exaltos usados na música tradicional japonesa, teatro kabuki, e em artes marciais como o kendo.

## Kabuki
No kabuki, o termo é usado para se referir aos gritos melodramáticos vindos da plateia, ou parte de músicas com chamada e resposta. É costumeiro da audiência usar o kakegoe, exaltando os atores no palco. Há momentos de clímax no kabuki chamados de miePose (見得), nos quais um ator faz uma postura extravagante, e alguém na plateia grita o seu nome de ator, no momento certo.
Às vezes, o grito não é um nome, como por exemplo "Mattemashita!"É isso que esperávamos! (待ってました), quando a cortina do palco é puxada.
Existem três grupos de kakegoe em Tóquio, totalizando cerca de 60 membros que recebem entradas grátis para o Kabuki-za. Quase todos os membros são homens adultos, mas já houve mulheres e também estrangeiros entre os participantes.

## Música folclórica
Na música folclórica, o kakegoe é inserido propositalmente. Ao invés de nomes, são colocadas palavras de encorajamento para os músicos, cantores ou dançarinos apresentando a música. Uma palavra comumente usada é "sore!", que significa "isso" com um sentido de "desse jeito", ou "aí sim". Outra palavra muito usada é "dontokoi!", significando "dê o seu melhor", "não hesite". Outras palavras são "sate!", "yoisho", "yoi, yoi, yoi". O kakegoe também é usando na dança buyo, quando o nome dos atores é gritado em momentos específicos na dança.
Uma caracterísica marcante do kakegoe é a repetição das palavras com intervalos regulares. Em uma música folk famosa chamada "Soran Bushi", o grito "ah, dokkoisho, dokkoisho!" é colocado no final de cada verso. Já na música "Mamurogawa Ondo", os versos terminam com um "ah, dontokoi, dontokoi!". Alguns gritos são específicos e são vistos em apenas uma música em particular. Por exemplo, na Hanagasa OdoriDança do chapéu de flor (花笠音頭), está presente o grito "ha yassho makasho!", que não é visto em nenhuma outra melodia. Já os kakegoe "ha iya sasa!" e "a hiri hiri" são específicos das músicas folclóricas de Okinawa.

## Grupos de música tradicional
O kakegoe é usado em vários grupos de música tradicional, como o Hayashi, Nagauta, Taiko, e o Tsugaru-shamisen. Eles como deixa, para unir duas melodias. Podem sinalizar o fim ou o início de um ritmo ou de uma improvisação de algum instrumentista, bem como entradas na música. No taiko, por exemplo, existem ritmos que são repetidos até que o líder grite a ordem para seguir adiante. No tsugaru-shamisen, a improvisação é amplamente usada, e o instrumentista deve tocar o tambor quando ele estiver pronto para terminar uma seção de improviso. Já no nagauta e no hayashi, que são conjuntos maiores, os músicos precisam dizer uns para os outros em que parte da composição estão, então eles usam o kakegoe para sinalizar a finalização ou o início de uma seção.

## Festivais
O kakegoe pode ser encontrado em vários matsuri, variando de região para região. Em partes de Tóquio, alguns mikoshiTemplo portátil (御輿) são levantados com pessoas gritando "yassho! yassho!". O matsuri Hamamatsu é famoso pelas pipas e carros de madeira enormes que são carregados pela cidade. Cada carro e pipa representa um grupo, que marcha pela cidade ao som de tambores, cantando "Oisho! Oisho!". Outro exemplo é na cidade de Kuwana, prefeitura de Mie, onde acontece o matsuri Ishidori, no qual são usados os gritos de "korasa" e "hoisa". Esses exaltos são feitos após os participantes baterem nos tambores e tocarem o sino nos carros principais. A cidade de Kishiwada na prefeitura de Osaka também é famosa pelo festival de carros ou "danjiri". Os participantes empurram os templos portáteis gritando "yoi, sa!".  